# Joana de Aragão, Rainha de Nápoles
Joana de Trastâmara (em espanhol: Juana; Barcelona, 16 de junho de 1454 — Nápoles, 9 de janeiro de 1517) era infanta do Reino de Aragão e a segunda rainha consorte de Fernando I de Nápoles. Ela era filha do rei João II de Aragão e de Joana Henriques.
Era a irmã mais nova de Fernando II de Aragão e, por parte de pai, de Carlos de Viana, Branca II de Navarra e de Leonor I de Navarra.
Em 14 de setembro de 1476, Joana casou com seu primo paterno, Fernando I de Nápoles, trinta e três anos mais velho que ela.
Fernando era filho ilegítimo de Afonso V de Aragão (a identidade de sua mãe é discutida). Afonso era irmão de seu pai João II, ambos filhos de Fernando I de Aragão e de Leonor de Alburquerque.
Joana e Fernando tiveram dois filhos:
- Joana de Nápoles (15 de abril de 1479 - 27 de agosto de 1518), que foi rainha consorte de seu sobrinho, Fernando II de Nápoles;
- Carlos (c. 1480 - 26 de outubro de 1486), que morreu jovem.

Fernando I morreu em janeiro de 1484, e foi sucedido por Afonso II de Nápoles, seu filho do primeiro casamento, com Isabel, princesa de Taranto. Joana sobreviveu-o por vinte e três anos e continuou a viver na corte napolitana como rainha-viúva. Quando o Rei da França invadiu o reino, em 1494, ela encorajou seu enteado a não abdicar. No ano seguinte, quando este deixou o país, um ano depois, ele deixou Joana como tenente-general do Reino.